# Hauterive (Orne)
Hauterive település Franciaországban, Orne megyében. Lakosainak száma 459 fő (2022. január 1.). Hauterive Larré, Le Ménil-Broût, Ménil-Erreux, Neuilly-le-Bisson, Semallé és Villeneuve-en-Perseigne községekkel határos.

## Népesség
A település népességének változása:
| Lakosok száma | 491  | 488  | 493  | 473  | 466  | 464  | 462  | 462  | 459  |
|               | 2013 | 2015 | 2016 | 2017 | 2018 | 2019 | 2020 | 2021 | 2022 |